# Budapest Táncszínház
A Budapest Táncszínház 1991 óta magas művészeti színvonalon működik a hazai hivatásos táncéletben. Eredményei között szerepel számtalan külföldi és hazai előadás. Az együttesnél működő állandó társulatépítés teszi lehetővé, hogy ne csak egy kísérletező projektműhely, de egy gazdag repertoárral rendelkező együttes legyen.
Földi Béla 1991-ben létrehozta saját együttesét, a Budapest Táncszínházat, mely azóta is Magyarország egyik vezető modern táncegyüttese. A Budapest Táncszínház 1999-ben elnyerte az egyik legrangosabb szakmai kitüntetést, az Europ’PAS – díjat, 2004-ben pedig a Nemzeti Táncszínház Táncfesztiválján a közönség díjat.
A társulat pozitív nemzetközi megítélését bizonyítja, hogy számos elismert magyar és külföldi koreográfussal dolgozott együtt, többek között: Raza Hammadi, Amir Kolben, Krisztina de Châtel, Neel Verdoorn, Joseph Tmim, Séan Curran, Dali Touiti, Vaszilij Sulich, Egerházi Attila, Frenák Pál, Juronics Tamás, Mándy Ildikó, Berger Gyula.
Földi Béla fontosnak tartja, hogy a már szakmailag elismert és híres koreográfusok mellett, az általa kinevelt táncosok, fiatal tehetségek, koreográfusi ambícióval rendelkező táncművészek is kapjanak lehetőséget darabok készítésére, melyek a társulat előadásában kerülnek bemutatásra; mint például: Lombik Projekt : Fodor Zoltán; A’capella: Lakatos János, Transit: Zachár Lóránd.
A Budapest Táncszínház jelentős oktatói munkát is folytat. A táncosok rendszeres mindennapi tréningjét Földi Béla, az együttes művészeti igazgatója tartja. Tanfolyamrendszerben világhírű mesterek (Raza Hammadi, Neel Verdoorn, Joseph Tmim, Joe Alegado, Karina Elver) is dolgoznak az együttessel. A sokoldalú képzés magába foglal klasszikus balett, modern jazz, európai modern, limón, cunningham, contact, release és kortárs technikákat.
A Budapest Táncszínház fő játszási helye a Nemzeti Táncszínház valamint a Művészetek Palotája, de 2011. decemberétől saját játszóhellyel rendelkező együttes. Éves viszonylatban átlag 60 darabot teljesít; gyermek-, ifjúsági – beavató táncszínházi, és felnőtt előadásokat. Vidéki színházakban történő játszások mellett alternatív helyeken is készít projekteket (Műcsarnok, Nemzeti Múzeum, Történeti Múzeum, Nemzeti Galéria stb).

## Díjai
- 1999. Budapest Táncszínház elnyeri az Europa’s – díjat (Táncművészet magyar szaklap díja)
- 2001. Földi Béla megkapja a Magyar Köztársasági Érdemkereszt ezüst fokozatát
- 2002. Földi Bélát kitüntetik a Harangozó Gyula díjjal
- 2004. Nemzeti Táncszínház Táncfesztivál: Közönség díj
- 2011. A Táncoktatásért és Tánctudományért díj a Magyar Táncművészek Szövetségének díja.
- 2013. Sághy Alexandra – Az évad legjobb női táncművésze díj

## Volt tagok, tanítványok díjai
- Lakatos János – Nívó-díjas koreográfus
- Barta Dóra – Érdemes Művész, a Badora Táncegyüttes vezetője
- Egerházi Attila – Harangozó Gyula-díj, a Magyar Balett Színház vezetője
- Nagy Grácia – Harangozó Gyula-díj
- Szigeti Oktávia – Harangozó Gyula-díj
- 1990. Berger Gyula (Zéró-Balett) – Kiváló Együttes cím
- 1991. Berger Gyula (Zéró-Balett) – II. helyezés Első pordenone (IT)
- 2001. Jónás Zsuzsa – Győri Táncfesztivál: Jazz-Sekt (koreográfus: Földi Béla)
- 2004. Szent-Ivány Kinga – Harangozó Gyula-díj
- 2005. Szent-Ivány Kinga – Pedagógusi Nívó-díj
- 2006. Fodor Zoltán (Inversedance) – Az évad legjobb férfi táncművésze
- 2006/2007. Fodor Zoltán (Inversedance) – Fülöp Viktor ösztöndíj
- 2007. Szent-Ivány Kinga – Fülöp Viktor ösztöndíj
- 2007. Fodor Zoltán (Inversedance) – Veszprém Táncfesztivál: Koreográfusok Különleges Díja
- 2008. Fodor Zoltán (Inversedance) – Művészek Magyarországért díj
- 2008. Jónás Zsuzsa – Az évad legjobb női táncművésze
- 2010. Fodor Zoltán (Inversedance) – Harangozó Gyula - díj
- 2011 Jónás Zsuzsa – Harangozó Gyula-díj
- 2012. Fodor Zoltán (Inversedance) – Az évad legjobb koreográfusa

## Külföldi fellépései
- 1991, 1994, 1998, 1999 Ausztria – Klagenfurti Nyári Fesztivál
- 1995 Budapest – Magyar Állami Operaház (Bolero – Markó Ivánnal)
- 1995 Izrael – turné
- 1997 Kanada – Montreal Művészeti Központ
- 1998 Svájc – Montreux-i Táncfesztivál
- 1999 Franciaország – Limoges-i Nyári Fesztivál
- 2000 Németország – Göggingen
- 2000 Franciaország – Párizs
- 2001 Horvátország – turné
- 2003 Franciaország – Lyon
- 2004 Hollandia – Amsterdam
- 2005 Franciaország – Limoges – Párizs
- 2008 Oroszország – Moszkvai Fesztivál
- 2009 Olaszország – Mittelfest Festival-Összművészeti Fesztivál Cividale-ban.
- 2010. Franciaország – Vichy
- 2010. Oroszország – Moszkva
- 2010. Franciaország – Limoges -Tánc Világnapja tiszteletére hívták meg az együttest
- 2010. Németország – Bielefeld Fesztivál megnyitására kérték fel a Budapest Táncszínházat
- 2011. Németország – Munchen Rezidencia program
- 2013. Csehország – Brno
- 2014. Horvátország – Zágráb, Szlovákia – Pozsony, Csehország – Brno, Lengyelország – Varsó